# Кабара
Кабара (фр. Cabara) насеље је и општина у југозападној Француској у региону Аквитанија, у департману Жиронда која припада префектури Либурн.
По подацима из 2011. године у општини је живело 422 становника, а густина насељености је износила 123,39 становника/km². Општина се простире на површини од 3,42 km². Налази се на средњој надморској висини од 18 метара (максималној 63 m, а минималној 2 m).

## Демографија
| 1962. | 1968. | 1975. | 1982. | 1990. | 1999. | 2011. |
| ----- | ----- | ----- | ----- | ----- | ----- | ----- |
| 350   | 361   | 335   | 319   | 341   | 337   | 422   |

График промене броја становника у току последњих година